# Clostridium
Clostridium é um gênero de bactérias firmicutes gram-positivas. Apresentam a forma de bastonetes e o nome do grupo provém da língua grega antiga κλωστήρ, transliterado klōstḗr, que significa literalmente "fuso", adicionado do sufixo -idium.
As espécies de Clostridium são bactérias anaeróbias aerotolerantes estritas. Produzem endósporos e são ubiquitárias, vivendo no solo, água, flora do trato gastrointestinal do Homem e diversos animais. Algumas espécies de Clostridium são patogênicas, Por exemplo, temos o Clostridium botulinum que pode causar botulismo. Esta toxina pode às vezes estar presente em armazéns de carne armazenada de forma muito inadequada, canja de galinha (comida típica brasileira) deixada de fora durante a noite, entre outros agentes causadores de doenças.
As bactérias do gênero Clostridium também são responsáveis pela fixação de nitrogênio no solo.

## História
No final de 1700, a Alemanha experimentou uma série de surtos de uma doença que parecia ligada ao consumo de certas salsichas. Em 1817, o neurologista alemão Justinus Kerner detectou células em forma de bastonete em suas investigações sobre esse chamado envenenamento por salsicha. Em 1897, o professor de biologia belga Emile van Ermengem publicou sua descoberta de um organismo formador de endósporos que ele isolou do presunto estragado. Os biólogos classificaram a descoberta de van Ermengem, juntamente com outros formadores de esporos gram-positivos conhecidos no gênero Bacillus. Essa classificação apresentou problemas, no entanto, o isolado cresceu apenas em condições anaeróbias, mas o bacilo cresceu bem em oxigênio. 
Por volta de 1880, no curso do estudo da fermentação e síntese de ácido butírico, um cientista de sobrenome Prazmowski atribuiu pela primeira vez um nome binomial a Clostridium butyricum. : 107–108 Os mecanismos da respiração anaeróbia ainda não estavam bem elucidados naquela época, : 107–108, de modo que a taxonomia dos anaeróbios ainda era incipiente.
Em 1924, Ida A. Bengtson separou os microrganismos de van Ermengem do grupo Bacillus e os atribuiu ao gênero Clostridium. Pelo esquema de classificação de Bengtson, Clostridium continha todas as bactérias anaeróbias em forma de bastonete formadoras de endósporos, exceto o gênero Desulfotomaculum. 

## Algumas espécies
- Clostridium tetani - tétano
- Clostridium botulinum - botulismo
- Clostridium perfringens - gangrena gasosa
- Clostridium difficile - Colite pseudomembranosa
- Clostridium aceticum
- Clostridium acetobutylicum
- Clostridium butyricum
- Clostridium carnis
- Clostridium chauvoei
- Clostridium denitrificans
- Clostridium fervidus
- Clostridium formicoaceticum
- Clostridium novyi
- Clostridium pasteurianum
- Clostridium septicum
- Clostridium sporogenes
- Clostridium thermoaceticum
- Clostridium thermocellum
- Clostridium thermosacchrolyticum
- Clostridium tyrobutyricum
- Clostridium welchii